# Stara Wieś (gmina Puchaczów)
Stara Wieś – wieś w Polsce, położona w województwie lubelskim, w powiecie łęczyńskim, w gminie Puchaczów. Obok miejscowości przepływa niewielka rzeka Świnka, dopływ Wieprza.
Wieś duchowna, położona była w drugiej połowie XVI wieku w powiecie lubelskim województwa lubelskiego, własność opata klasztoru benedyktynów sieciechowskich, wchodziła w skład klucza puhaczowskiego. W latach 1975–1998 miejscowość należała administracyjnie do województwa lubelskiego.
Wieś stanowi sołectwo w gminie Puchaczów. Według Narodowego Spisu Powszechnego z roku 2011 wieś liczyła 221 mieszkańców.